# Vincent in Brixton
Vincent in Brixton è un’opera teatrale del drammaturgo statunitense Nicholas Wright, debuttata al Royal National Theatre di Londra nel 2003. La pièce vinse il Laurence Olivier Award alla migliore nuova opera teatrale e fu candidata al Tony Award alla migliore opera teatrale al suo debutto a Broadway.
Basata solo vagamente sui fatti reali, la pièce racconto del periodo che Vincent van Gogh nel 1873 a Brixton, dove si innamorò di una vedova gallese.